# 劳动群众
劳动群众（菲律宾语：Anakpawis）是菲律宾的一个左翼政党（党名单）。该党成立于2003年。该党是激进工会组织五月一日劳动运动和农民团体菲律宾农民运动创建的选举组织。该党的领袖是Rafael V. Mariano，发言人是Wilson Baldonaza。该党的总部位于奎松城。该党是新爱国联盟和人民爱国联盟的成员。